# Bonneuil-Matours
Bonneuil-Matours ist eine französische Gemeinde mit 2096 Einwohnern (Stand: 1. Januar 2022) im Département Vienne in der Region Nouvelle-Aquitaine. Sie gehört zum Arrondissement Châtellerault, zum Kanton Chauvigny und zum Gemeindeverband Pays Châtelleraudais. Die Einwohner werden Bonnimatois genannt.

## Geographie
Bonneuil-Matours liegt an dem Fluss Vienne etwa 20 Kilometer nordöstlich von Poitiers. Umgeben wird Bonneuil-Matours von den Nachbargemeinden Vouneuil-sur-Vienne im Norden, Monthoiron im Nordosten, Archigny im Osten und Südosten, Bellefonds im Süden und Südosten, La Chapelle-Moulière im Süden und Südwesten, Saint-Georges-lès-Baillargeaux und Dissay im Westen sowie Saint-Cyr im Nordwesten.

## Bevölkerungsentwicklung
| Jahr      | 1962 | 1968 | 1975 | 1982 | 1990 | 1999 | 2006 | 2012 |
| Einwohner | 1227 | 1147 | 1236 | 1510 | 1642 | 1708 | 1930 | 2082 |

## Sehenswürdigkeiten
- Kirche Saint-Pierre-ès-Liens, ursprünglich 980 erbaut, im Jahre 1845 völlig neu errichtet, Monument historique seit 1910
- Augustinerkloster Saint-Joseph, 1644 begründet
- Hängebrücke mit 108 Meter Länge von 1846, 1932 wieder errichtet
- Schloss Le Crémault, Monument historique seit 1930
- Schloss Mariéville, Monument historique seit 1990

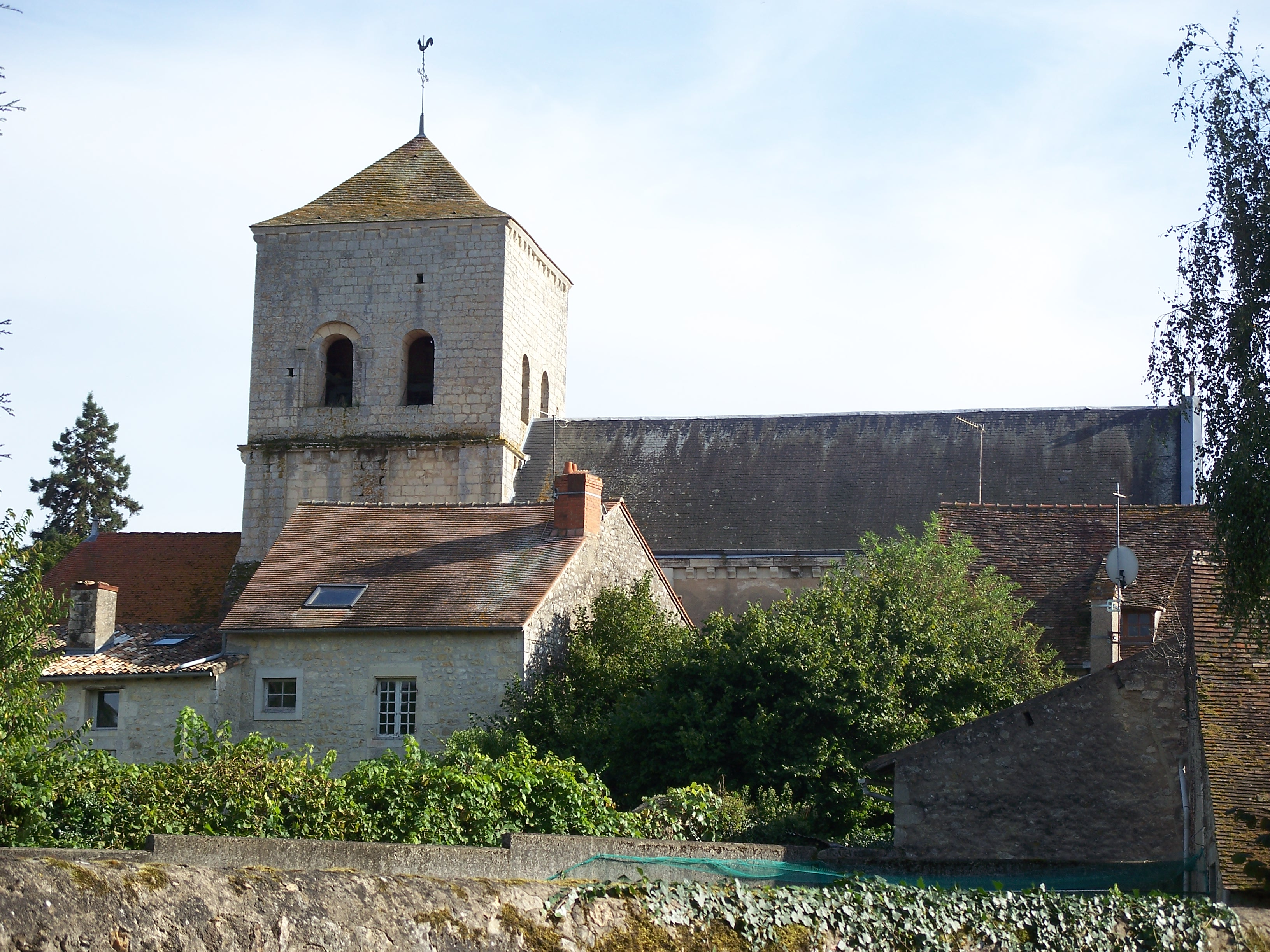
Kirche Saint-Pierre-ès-Liens
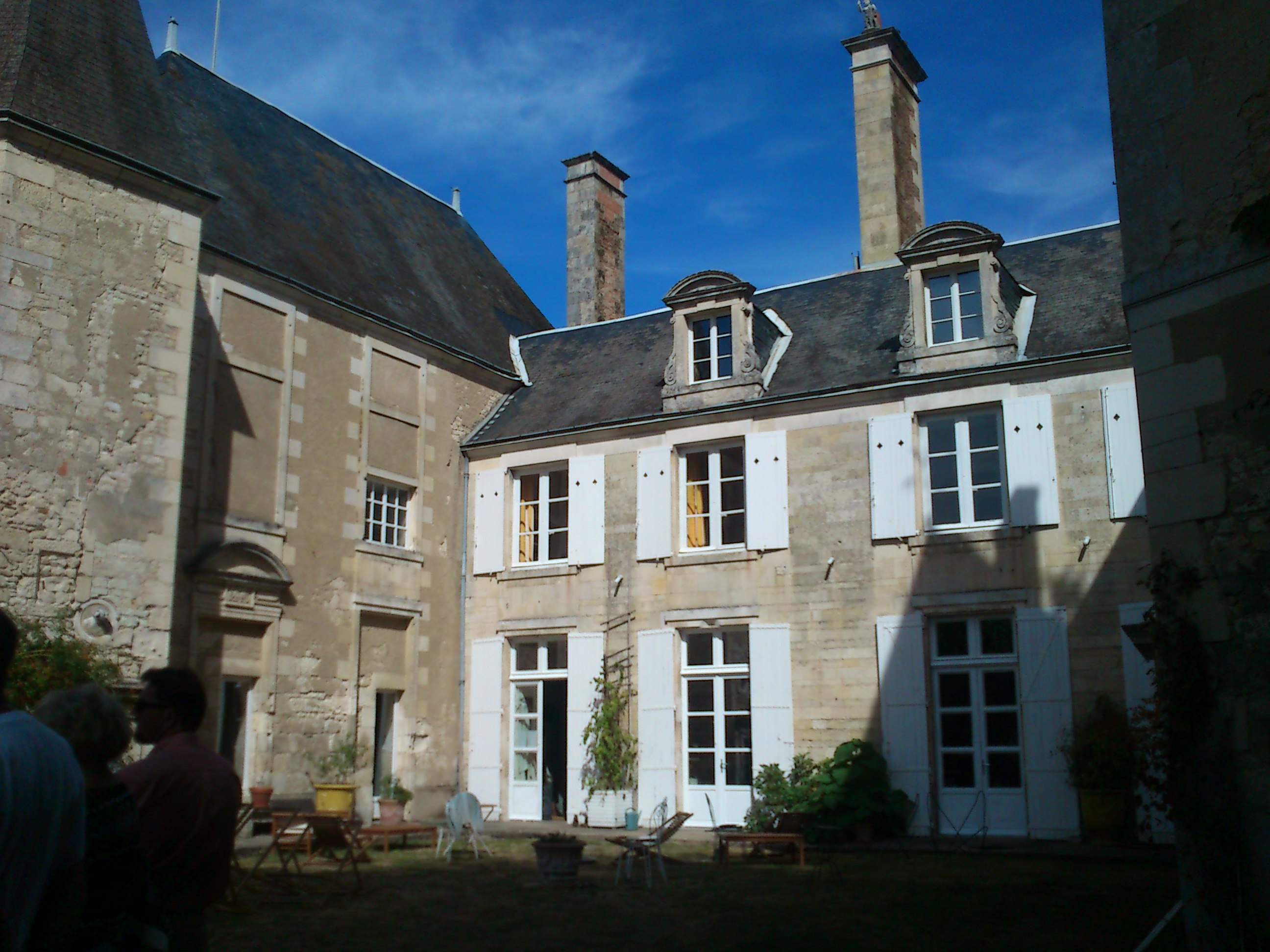
Schloss Le Crémault
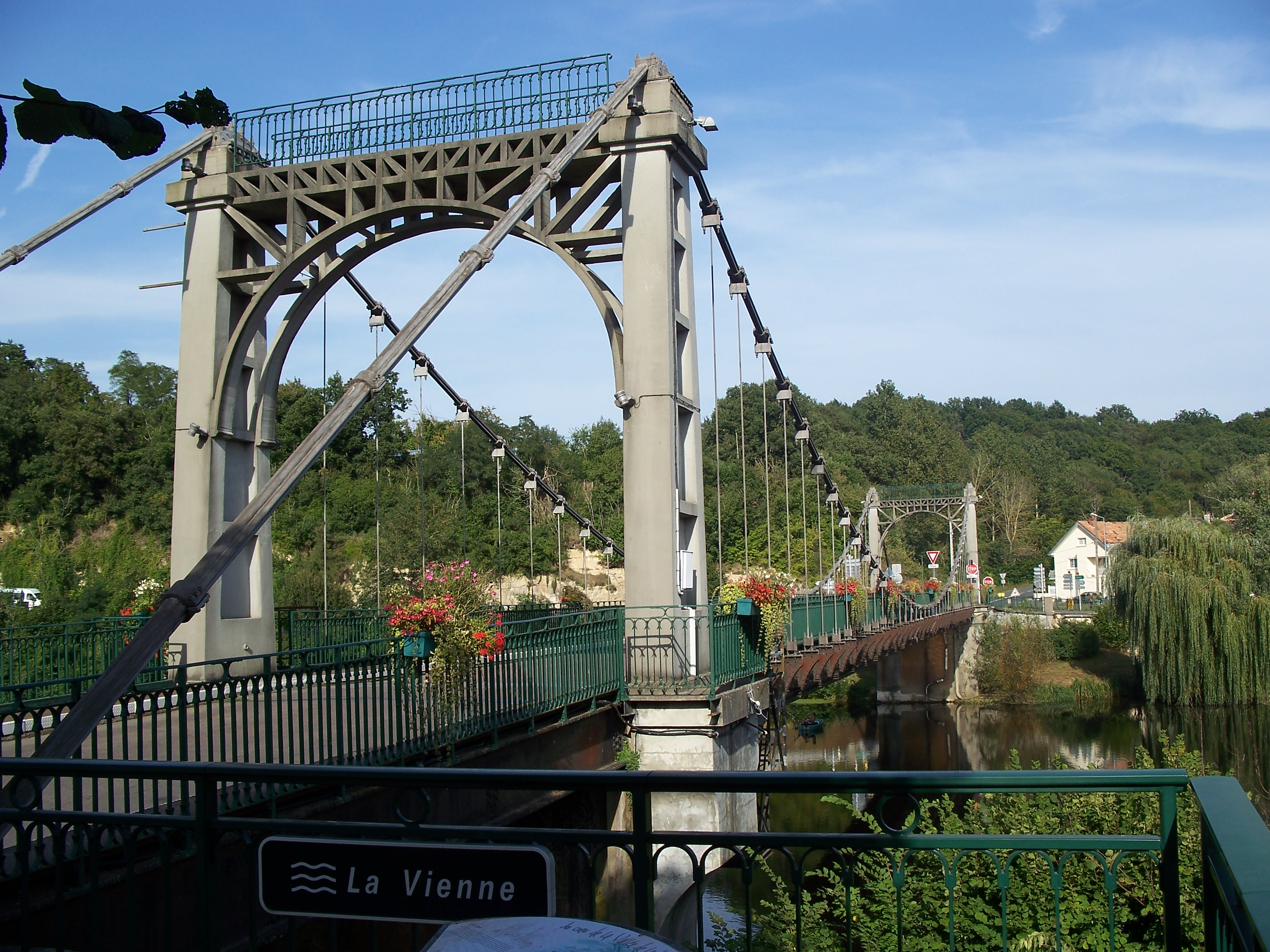
Hängebrücke

## Persönlichkeiten
- Maurice Fombeure (1906–1981), Schriftsteller, hier bestattet